# Diospyros pemadasae
Diospyros pemadasae là một loài thực vật có hoa trong họ Thị. Loài này được Jayas. mô tả khoa học đầu tiên năm 1998.